# Tumeur des glandes salivaires
 Mise en garde médicale
Les tumeurs des glandes salivaires sont les tumeurs intéressant les glandes salivaires.

## Epidémiologie et répartition

### Répartition anatomique
Les glandes salivaires peuvent toutes être touchées par la pathologie tumorale, mais leur répartition est inégale. La parotide est en effet dix fois plus souvent atteinte que la glande submandibulaire et que les glandes salivaires accessoires, et 100 fois plus que la glande sublinguale .
Si les deux-tiers des tumeurs des glandes salivaires sont bénignes, on estime que 20% des tumeurs parotidiennes, 50% des tumeurs submandibulaires, 95% des tumeurs sublinguales et 80% des tumeurs des glandes salivaires accessoires sont malignes. La parotide peut aussi être le siège de métastases, notamment de mélanomes et de carcinomes épidermoïdes cutanés de la face et du cou, ou de lymphomes, dont la prise en charge diffère de celle des tumeurs primitives .

### Epidémiologie
En France, selon le rapport de l’INCa de juillet 2019, on estime à 765 le nombre de nouveaux cas de cancers des glandes salivaires pour l’année 2018, dont 57% d’hommes. Cela correspond à un taux d’incidence standardisé Monde (taux d’incidence standardisé sur la distribution d’âge de la population mondiale) de 0,7 cas / 100.000 personnes-années chez l’homme et de 0,5 cas / 100.000 personnes-années chez la femme .
L’âge médian au diagnostic est de 69 ans chez l’homme et de 66 ans chez la femme. La distribution des âges montre chez l’homme une progression des taux à partir de 30 ans, qui s’accentue dès 60 ans pour atteindre une incidence de 15,6/100.000 chez les hommes les plus âgés, tandis que chez la femme, les taux augmentent progressivement à partir de 30 ans pour atteindre une incidence de 4,2/100.000 chez les femmes les plus âgées. Chez l’homme, l’incidence des cancers des glandes salivaires est stable depuis 1990, tandis que chez la femme, on observe une légère augmentation de l’incidence (en moyenne de +0,9% / an entre 1990 et 2018), avec une stabilisation sur les dernières années .

### Pronostic
La survie globale à 1, 3 et 5 ans est évaluée selon l’INCa à 87%, 68% et 60% chez l’homme et 89%, 77% et 68% chez la femme. Elle diminue progressivement avec l’âge, la survie à 5 ans passant de 77% chez les 15-55 ans, à 74% chez les 55-64 ans, 61% chez les 65-74 ans puis 50% chez les plus de 75 ans .

## Signes cliniques

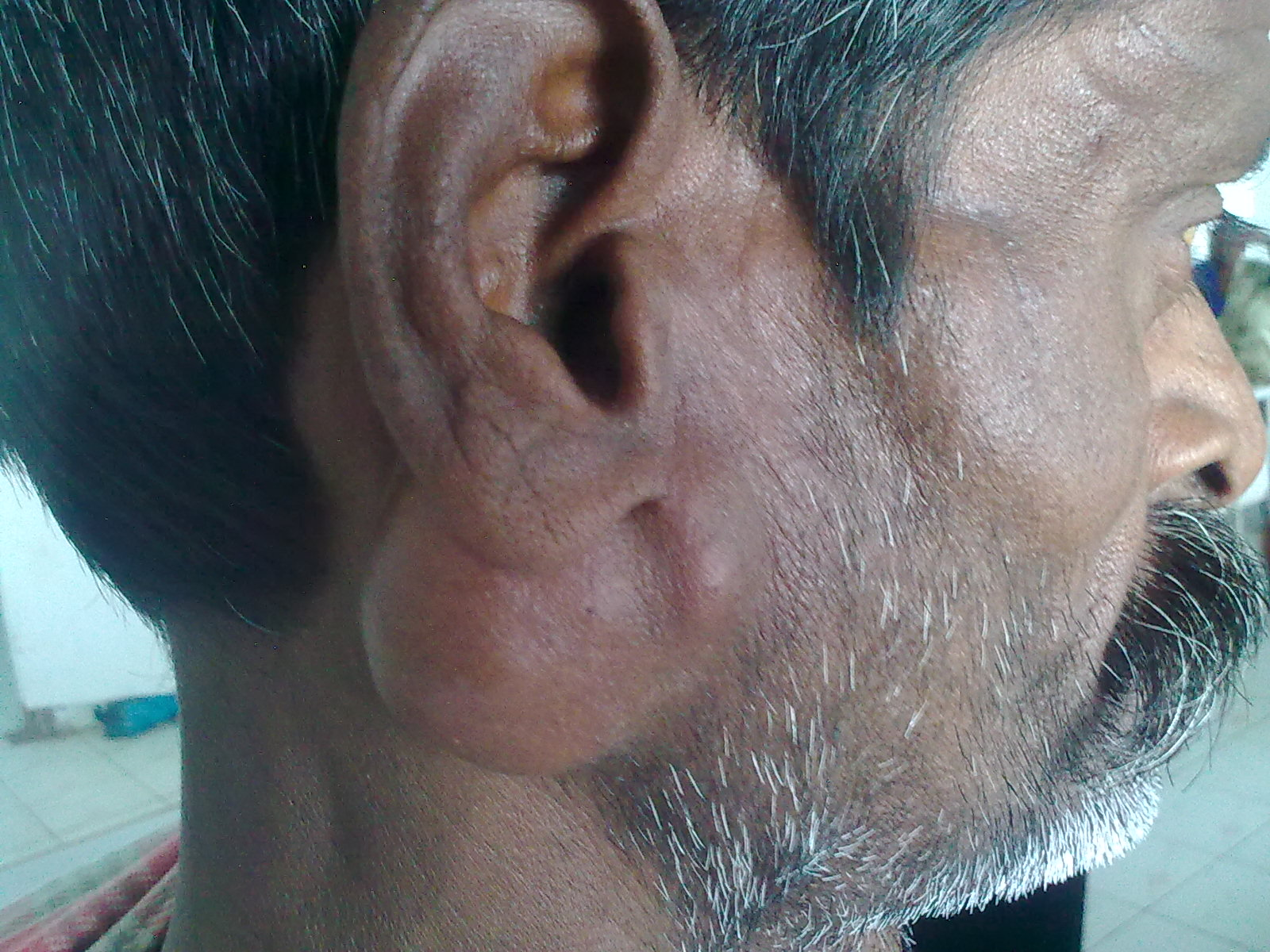
Tumeur parotidienne

Les tumeurs des glandes salivaires sont le plus souvent diagnostiquées sous la forme d'une tuméfaction sous cutanée ou sous muqueuse. Les tumeurs parotidiennes (les plus fréquentes), donnent ainsi une tuméfaction en avant ou sous l'oreille. 
En cas de tumeur maligne, d'autres signes peuvent être associés ou constituer le mode de découverte : paralysie nerveuse, et notamment paralysie faciale en cas de tumeur parotidienne, douleurs, adénopathies, infiltration cutanée.

## Histologie
De nombreux types histologiques différentes existent. Ils sont classés selon la classification OMS, actualisée en 2017  :

### Tumeurs épithéliales bénignes
- Adénome pléomorphe
- Tumeur de Warthin (ou cystadénolymphome)
- Adénome à cellules basales
- Myoépithéliome
- Oncocytome
- Adénome canaliculaire et autres adénomes canalaires
- Adénome sébacé
- Lymphadénome
- Cystadénome
- Papillome canalaire
- Sialadénome papillifère

### Tumeurs épithéliales malignes
- Carcinome à cellules acineuses
- Carcinome sécrétoire
- Carcinome mucoépidermoïde
- Carcinome adénoïde kystique
- Adénocarcinome polymorphe
- Carcinome épithélial-myoépithélial
- Carcinome à cellules claires
- Adénocarcinome à cellules basales
- Adénocarcinome sébacé
- Carcinome intra-ductal
- Cystadénocarcinome
- Adénocarcinome SAI
- Carcinome canalaire salivaire
- Carcinome myoépithélial
- Carcinome ex-adénome pléomorphe
- Carcinosarcome
- Carcinomes peu différenciés
- Carcinomes indifférenciés, neuroendocrine et non-neuroendocrine
- Carcinome neuroendocrine à petites cellules
- Carcinome neuroendocrine à grandes cellules
- Carcinome lymphoépithélial
- Carcinome épidermoïde
- Carcinome oncocytaire

### Tumeurs épithéliales limites
- Sialoblastome

### Tumeurs hémato-lymphoïdes
- Lymphome de la zone marginale extra-nodulaire du MALT

### Tumeurs des tissus mous
- Hémangiome
- Lipome/Sialolipome
- Fasciite nodulaire

## Classification
La classification des tumeurs malignes des glandes salivaires est basée sur la classification TNM, tirée de la 8ème édition des classifications de l’Union for International Cancer Control .
- T : Tumeur primitive
  - Tx : Renseignements insuffisants pour classer la tumeur primitive
  - T0 : Pas de signe de tumeur primitive
  - T1 : Tumeur ≤ 2 cm dans sa plus grande dimension sans extension extra-parenchymateuse
  - T2 : Tumeur > 2 cm et ≤ 4 cm dans sa plus grande dimension sans extension extra-parenchymateuse
  - T3 : Tumeur > 4 cm et/ou tumeur avec extension extra-parenchymateuse
  - T4a : Tumeur envahissant la peau, la mandibule, le canal auditif et/ou le nerf facial
  - T4b : Tumeur envahissant la base du crâne et/ou les apophyses ptérygoïdes, et/ou englobant l’artère carotide
- N : Adénopathies régionales
  - Nx : Renseignements insuffisants pour classer l’envahissement ganglionnaire
  - N0 : Pas de signe d’atteinte des ganglions lymphatiques régionaux
  - N1 : Métastase dans un seul ganglion lymphatique homolatéral ≤ 3 cm dans sa plus grande dimension sans extension extra-ganglionnaire
  - N2a : Métastase dans un seul ganglion lymphatique homolatéral > 3 cm mais ≤ 6 cm dans sa plus grande dimension sans extension extra-ganglionnaire
  - N2b : Métastases ganglionnaires multiples homolatérales, toutes ≤ 6 cm dans leur plus grande dimension, sans extension extra-ganglionnaire
  - N2c : Métastases ganglionnaires bilatérales ou controlatérales, toutes ≤ 6 cm dans leur plus grande dimension, sans extension extra-ganglionnaire
  - N3a : Métastase dans un ganglion lymphatique > 6 cm dans sa plus grande dimension, sans extension extra-ganglionnaire
  - N3b : Métastase(s) ganglionnaire(s) unique ou multiples avec signe clinique d’extension extra-ganglionnaire
- pN : Examen histologique du curage cervical 
  - pNx : Renseignements insuffisants pour classer l’atteinte des ganglions lymphatiques régionaux
  - pN0 : Pas de signe d’atteinte des ganglions lymphatiques régionaux
  - pN1 : Métastase dans un seul ganglion lymphatique homolatéral ≤ 3 cm dans sa plus grande dimension sans extension extra-ganglionnaire
  - pN2a : Métastase dans un seul ganglion lymphatique homolatéral > 3 cm mais ≤ 6 cm dans sa plus grande dimension sans extension extra-ganglionnaire
  - pN2b : Métastases ganglionnaires multiples homolatérales, toutes ≤ 6 cm dans leur plus grande dimension, sans extension extra-ganglionnaire
  - pN2c : Métastases ganglionnaires bilatérales ou controlatérales, toutes ≤ 6 cm dans leur plus grande dimension, sans extension extra-ganglionnaire
  - pN3a : Métastase dans un ganglion lymphatique > 6 cm dans sa plus grande dimension, sans extension extra-ganglionnaire
  - pN3b : Métastase ganglionnaire unique > 3 cm dans sa plus grande dimension avec extension extra-ganglionnaire, ou ganglions multiples homolatéraux, ou ganglion(s) controlatéral(aux) ou bilatéraux avec extension extra-ganglionnaire
- M : Métastases à distance
  - M0 : Pas de métastases à distance
  - M1 : Présence de métastase(s) à distance

## Bilan

### Imagerie

#### Echographie
L’échographie est un examen de débrouillage, fréquemment prescrit en première intention pour les lésions parotidiennes et sous-mandibulaires. Elle a l’avantage de son faible coût, de son accessibilité, de sa large disponibilité, de sa simplicité de réalisation et de son caractère non invasif. Elle permet de différencier une tumeur salivaire d’une autre lésion juxtaposée, et de faire simplement la distinction entre une masse kystique et solide. Elle permet aussi de rechercher des adénopathies suspectes .

#### IRM
L’IRM constitue l’examen de choix dans l’exploration de la pathologie tumorale des glandes salivaires. C’est un examen non invasif, avec une excellente résolution anatomique et une grande performance diagnostique .
Cet examen nécessite des séquences incluant des séquences conventionnelles, pondérées en T1 avec et sans injection de gadolinium, en T2 sans saturation de graisse, mais aussi une séquence de diffusion, et une séquence de perfusion. Elle doit toujours être réalisée avant la cytoponction.

#### TDM
La TDM avec injection est d’utilisation courante du fait de son accessibilité. Cet examen permet de dépister l’ensemble des tumeurs et vient compléter les insuffisances de l’échographie concernant les localisations non accessibles. Elle permet le bilan d’extension locorégional, et la détection d’adénopathies suspectes.

#### TEP - TDM
L’imagerie nucléaire, ne présente que peu d’intérêt dans la pathologie tumorale des glandes salivaires, et sa place n’est pas codifiée. La TEP-TDM pourrait cependant avoir un intérêt dans la recherche de métastase à distance, et de métastases ganglionnaires . 

### Histologie
Le diagnostic histologique permet d’aiguiller vers la malignité ou la bénignité d’une tumeur et parfois même d’orienter vers un type histologique. Il est réalisé en pré et/ou en per-opératoire.

#### Cytoponction à l'aiguille fine
La cytoponction à l’aiguille est une technique sûre, efficace, peu coûteuse. Elle est réalisée par un chirurgien, un radiologue ou un cytologiste, mais sa performance diagnostique est augmentée si elle est guidée par une échographie. Elle a une sensibilité de 78 % et une spécificité de 98 % pour le diagnostic de bénignité vs malignité. 
Pour harmoniser les résultats des cytoponctions, un système de rapport, nommé système de Milan a été mis au point en 2018 .

#### Examen histologique extemporané
L’examen histologique extemporané est une technique consistant à réaliser au cours d’une intervention chirurgicale, une analyse anatomopathologique de la tumeur, dans un court délai, classiquement moins de 30 minutes. Cet examen a une sensibilité de 90% et une spécificité de 99% pour déterminer la malignité d’une lésion .

## Traitement
Le traitement dépend de la nature de la lésion (tumeur bénigne ou tumeur maligne), de la certitude diagnostique, et du potentiel évolutif de la tumeur. La surveillance peut être indiquée en cas de tumeur bénigne sans risque de transformation maligne, et sans potentiel évolutif (kyste simple, tumeur de Warthin, ...). Le traitement des tumeurs malignes des glandes salivaires est décidé en réunion de concertation pluri-disciplinaire.

### Chirurgie
La chirurgie représente le traitement de référence, qui consiste en une exérèse chirurgicale complète : parotidectomie, sous-mandibulectomie ou pelvectomie antérieure en fonction de la glande concernée. Elle est élargie en cas de tumeur des glandes salivaires accessoires. 
Un curage ganglionnaire homolatéral est recommandé en cas de tumeur maligne de haut grade, localement avancée, ou en cas d'adénopathie suspecte.

### Autres traitements
La radiothérapie et la chimiothérapie peuvent être utilisés en complément de la chirurgie, le plus souvent après, en cas de tumeur maligne agressive ou de résection insuffisante.

### Recommandations
- Recommandation pour la Pratique Clinique du REFCOR sur les tumeurs malignes primitives des glandes salivaires